# Cedar Bluffs (Nebraska)
Cedar Bluffs es una villa situada en el condado de Saunders, Nebraska, Estados Unidos. Tiene una población estimada, a mediados de 2023, de 619 habitantes.

## Geografía
La localidad está ubicada en las coordenadas 41°23′50″N 96°36′35″O / 41.39722, -96.60972. Según la Oficina del Censo, tiene una superficie de 1.00 km², correspondientes en su totalidad a tierra firme.

## Demografía
Según el censo de 2020, en ese momento había 615 personas residiendo en la localidad. La densidad de población era de 615.00 hab./km². El 95.28% de los habitantes eran blancos, el 0.33% eran afroamericanos, el 0.33% eran amerindios, el 0.33% eran de otras razas y el 3.74% eran de una mezcla de razas. Del total de la población, el 1.63% eran hispanos o latinos de cualquier raza.